# Borlas
Borlas ist ein Ortsteil der Gemeinde Klingenberg (Landkreis Sächsische Schweiz-Osterzgebirge) in Sachsen. Es befindet sich im Osterzgebirge, etwa 20 km südlich von Dresden.

## Geografie
Der Ort liegt auf rund 350 m über NN. Durch den Ort fließt der Borlasbach, ein linker Nebenfluss der Roten Weißeritz. Die Gemarkung Borlas hat eine Fläche von 5,15 Quadratkilometern. Im Westen erhebt sich die Viehweghöhe mit 406,6 m über NN und liegt die Mittel-Wiese, von der aus sich der Steingrund und die Hopfenleithe zum Dorf erstrecken.

### Nachbarorte
| Somsdorf   | Lübau                                       | Spechtritz  |
| Edle Krone | Kompassrose, die auf Nachbargemeinden zeigt |             |
| Höckendorf | Ruppendorf                                  | Seifersdorf |

## Geschichte
Der von seiner Siedlungsform her als Waldhufendorf zu bezeichnende Ort wurde 1378 erstmals urkundlich als Borloz erwähnt. Der ursprünglich sorbische Name stammt von barłož/berłož (vgl. urslawisch bьrlogъ, obersorb. borło) und bedeutet so viel wie Strohlager; vermutlich ist eine Lagerstatt für Tiere gemeint. Bereits 1445 tauchte erstmals die heutige Bezeichnung „Borlaß“ auf. Der Ort gehörte verwaltungsmäßig zur Pflege Freiberg.
Die Grundherrschaft lag ab 1552 beim Rittergut Berreuth, ab 1569 war Borlas Amtsdorf zum Amt Dippoldiswalde. 1552 lebten in Borlas 32 besessene Mann, 28 Inwohner mit 32 Hufen. Der Ort ist nach Höckendorf gepfarrt. 1863 lag die zuständige Poststelle in Rabenau.
1875 wurde die Gemeinde Borlas Teil der Amtshauptmannschaft Dippoldiswalde, 1952 Teil des Kreises Dippoldiswalde (später Landkreis). Zum 1. Januar 1994 wurde Borlas nach Höckendorf eingemeindet, seit dem 31. Dezember 2012 ist es Teil von Klingenberg.
Das 2. Hufen große Erbgerichtsgut mit Schänke gehörte im Jahre 1507 dem ortsansässigen Richter Peter Grahl, 1640 wird dieses als Wüst ,abgebrannt unter dem Besitzer und Ortsrichter dem Georg Kaltschmidt genannt,  das 1680 erbaute Wohngebäude wurde nach einem Brand am 20. März 1908 neu erbaut. Am untersten Ortsende bestand bereits 1586 eine Wohnhausmühle mit Mahlwerk und einer Säge, Das Sägengebäude war bereits 1661 eingefallen und nicht wieder aufgebaut, die  Anderen Gebäude sind nach einem Brand um 1800 neu erbaut wurden. An der südlichen Gemarkungsgrenze an der Paulsdorfer Heide, befand sich die im Jahre 1560 erwähnte Gold-Zinnwäsche, Teile des Erdwall sind noch vorhanden. Im Jahr 1636 wurde der Ort von den Schweden auf dem Weg nach Rabenau in Mitleidenschaft gezogen und 1647 von den Schweden, die sich mit 1500 Pferden einquartiert hatten, geplündert. Im Jahre 1720 entdeckte der Ortsschneider Wolf bei Hauserneuerungsarbeiten ein Schriftstück über den Bergbau, auf welchen auch der von Edle Krone genannt wird. In eine ältere Schule mit Fachwerkobergeschoss von 1816 und eine neuere vom Jahre 1886 mit 1931 angebauten Treppenhaus, gegenüber dem Erbgericht, gingen einst die Kinder des Ortes zum Unterricht. 1812 wurde ein Sandsteinwegweiser im Unterdorf gesetzt, dem weitere am Kirchweg, an der Butterstraße und 1892 am Marktsteig folgten. August Schumann nennt 1814 im Ort: 1 Mühle mit 2 Gängen, 34 Gehöfte und 15 Häuser. Im Jahre 1845 wurden im Ort der Gasthof, die Brauerei im Erbgerichtslehngut und Sandsteinbrüche auf der Gemeindeflur genannt. Das vierseitige Erbgerichtslehngut ist heute in Privatbesitz und wird als Biolandwirtschaft betrieben. 1883 wurde in der Ortsmitte die Luthereiche zum Geburtstag von Martin Luther gepflanzt. Im Jahre 1888 erfolgte der Bau der Straße von Borlaser Oberdorf bis zum Marktsteig und von da ab 1891 bis 1892 nach Höckendorf. Zwischen 1894 und 1896 bestand eine Posthilfsstelle, die vom Kaufmann Rohrwacher geführt wurde. Im Jahre 1894 wurden in allen Gebäuden des Ortes vom 14. bis 18. September 140 Offiziere, 485 Mann und sechs Pferde einquartiert. Bereits 1898 wurde der Sommerfrischeurlaubs auf dem Flecksig’schen Gut genannt, zu welchem das heute aufgegebene Freischwimmbad an der  Borlasbach auf der Gemarkung von Seifersdorf angelegt wurde. Im Jahre 1901 erhielt das Flecksig’sche Gut einen Fernsprechanschluss. Bei der Erneuerung der Dorfstraße im Mitteldorf wurde 1898 der Menzerbrunnen, welcher ein Ausfluss eines alten Stollen darstellt, mit einer neuen Fassung versehen. Der heutige Gasthof an der Dorfstraße wurde 1904 durch Auftrag des damaligen Erbgerichtbesitzers Oskar Welde erbaut. Am 20. November 2021 wurde das Kriegerdenkmal nach einem Entwurf von Richard Kühn aus Dresden eingeweiht. Von 1925 bis 1926 erfolgte der Bau einer Turnhalle für den Turnverein Germania. Ab 1937 entstand auf den von Seifersdorfer Bauern erworbenen, umgeflurten Land, neue Häuser.

### Entwicklung der Einwohnerzahl
| - 1834: 430 - 1840: 440 - 1863: 452 - 1871: 468 - 1890: 504 - 1910: 539 - 1925: 553 - 1939: 577 - 1946: 698 - 1950: 694 | - 1964: 568 - 1990: 410 - 1993: 399 - 2007: 347 - 2011: 335 - 2016: 354 - 2021: 330 |

## Persönlichkeiten
- Karl Gräfe (* 12. Januar 1878 in Borlas; † 26. März 1944), Pädagoge, Dichter und Komponist

## Schullehrer
- 1838, Johann Gottlieb Zscheile (* 1812 in Klotzsche)
- 1863, Friedrich Ferdinant Werner (* 1841 in Berggießhübel)
- 1863, Adolph Theodor Schmidt
- 1875, Caspar Ernst Troschütz
- 1876–1902, Karl Otto Gräfe
- 1902–1903, Bernhard Paul Schubert (* 1875 in Waldenburg)
- 1903 (März–Juli), Karl Bruno Großfuß
- 1903–1923, Paul Thiel (* 1872 in Steinkirch)